# Murakanakunte, Mulbagal
Murakanakunte là một làng thuộc tehsil Mulbagal, huyện Kolar, bang Karnataka, Ấn Độ.